# ナン・マッカーディー制度
ナン・マッカーディー条項（Nunn–McCurdy Provision）は、ナン・マッカーディー改正（Nunn–McCurdy Amendment）によりアメリカ合衆国の国防授権法（National Defense Authorization Act）に導入された条項。

## 概要
元上院議員（民主党）で、上院軍事委員会委員長を務めたサム・ナンと、下院議員（民主党）であったデーブ・マッカーディーによって提唱・可決された制度である。
これは、開発中の兵器の計画量産経費から、15%以上超過したものは合衆国議会へ報告され、議会を通じて承認する必要があり、同25%を超過した計画については、計画自体のキャンセルを合衆国両議会が求めることを定めた制度である。
この制度については、2003年に宇宙赤外線システム（SBIRS）で予算超過になった際に取り上げられている。